# Pfarrkirche Wimpassing im Schwarzatale

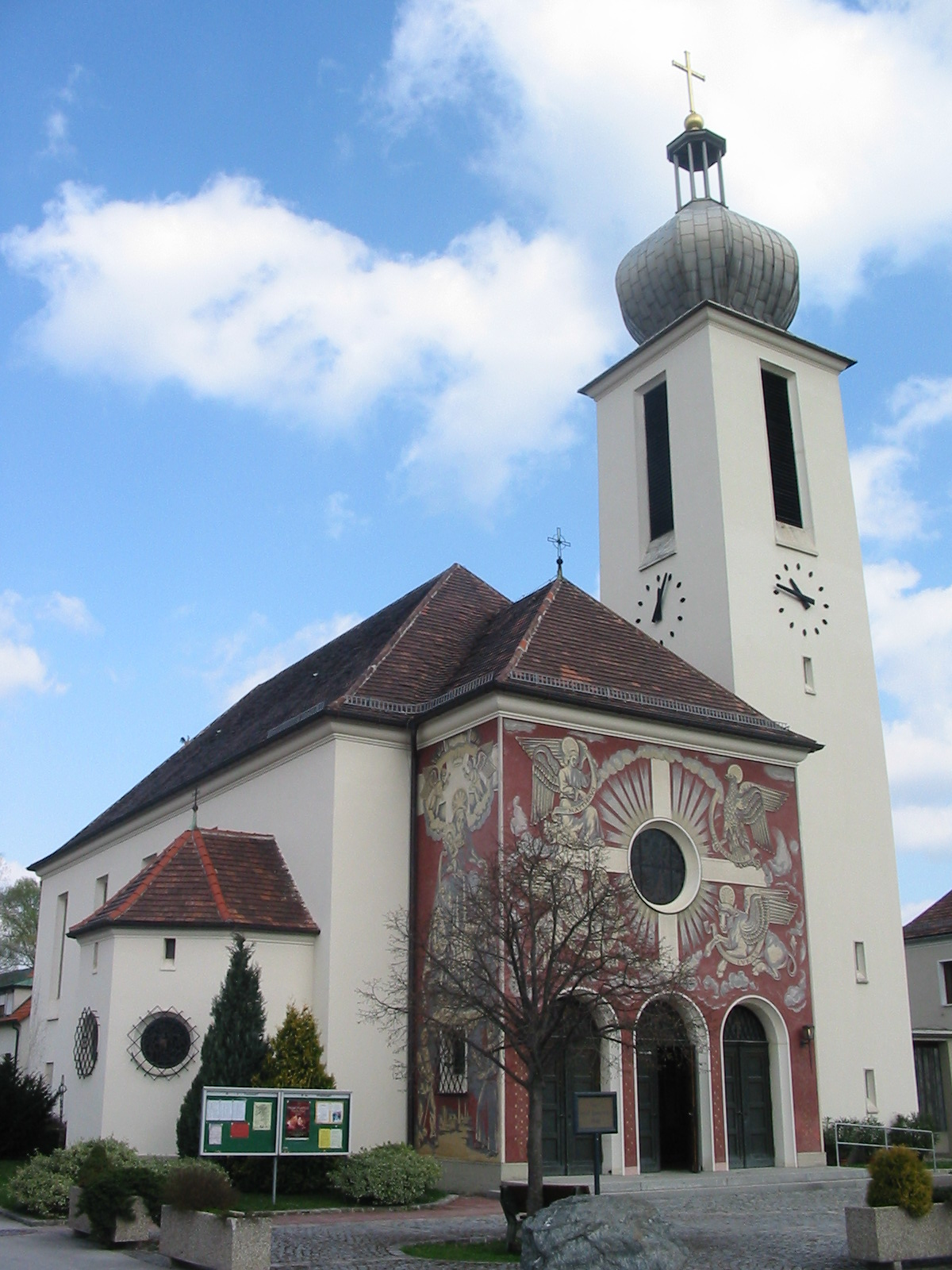
Kath. Pfarrkirche Unbeflecktes Herz Mariä in Wimpassing im Schwarzatale

Die römisch-katholische Pfarrkirche Wimpassing im Schwarzatale steht in der Gemeinde Wimpassing im Schwarzatale im Bezirk Neunkirchen in Niederösterreich. Die unter dem Patrozinium Unbeflecktes Herz Mariä stehende Kirche gehört zum Dekanat Gloggnitz im Vikariat Unter dem Wienerwald der Erzdiözese Wien. Der Kirchenbau steht unter Denkmalschutz.

## Geschichte
Die Kirche wurde 1950/1951 nach Plänen des Architekten Johann Petermair erbaut. 1960 wurde die Kirche zur Pfarrkirche der neu errichteten Pfarre Wimpassing im Schwarzatale erhoben.

## Architektur
Die Kirche ist ein in Nord-Süd-Richtung ausgerichteter Saalbau mit leicht eingezogener Rundapsis, einem Süd-Ostturm und einer eigens überdachten dreiachsigen Vorhalle mit polychromem Sgraffitodekor. Über den Eingangsarkaden befindet sich eine Darstellung der vier Evangelistensymbole und an den Seitenwänden Darstellungen der Schutzmantelmadonna und des Pfingstfests. Das Sgraffitodekor wurde von Josef Zöchling (1951) geschaffen. Der flachgedeckte Saalraum wird durch ein Fensterband in der Apsis und an der Südwand belichtet. Das Kircheninnere wird in den quergelagerten Hauptraum und die Vorhalle durch eine Glastüre und die Konstruktion der Orgelempore unterteilt.

## Ausstattung
Die Ausstattung stammt weitestgehend aus der Bauzeit. Die Glasmalerei stammt von Josef Widmoser (alttestamentliche Figuren) und Clarisse Praun (4 Elemente). Die Wandmalereien von 1955, welche die Verkündigung des Herrn, die Anbetung der Könige, die Kreuzigung Christi und die Auferstehung Jesu Christi darstellen, stammen von Max Poosch-Gablenz. Das Hängekruzifix ist ein Werk von Alexey Krassowsky, die Emailbilder am Tabernakel schuf Maria Schwamberger-Riemer. Die Orgel aus 1955 wurde von Rudolf Novak, Klagenfurt gefertigt.